# Mallapura, Sorab
Mallapura là một làng thuộc tehsil Sorab, huyện Shimoga, bang Karnataka, Ấn Độ.